# Церковь процесса Последнего суда
Церковь процесса Последнего суда (англ. The Process Church of The Final Judgment), также известная как Церковь процесса или просто Процесс — религиозная секта, существовавшая в США и Великобритании в 1963—1974 годах. Последователи Процесса подозревались в совершении ритуальных убийств, якобы связанных с ритуалами дьяволопоклонничества, и связях с Чарльзом Мэнсоном, однако доказательств их вины найдено не было.

## История
Церковь процесса Последнего суда была основана в 1963 году в Великобритании Робертом де Гримстоном (настоящее имя Роберт Мур) и его женой Мэри-Энн Маклин, бывшими последователями сайентологии Рона Хаббарда, которые интересовались психотерапией и работами Альфреда Адлера. В 1966 году немногочисленная (около 30 человек) группа сторонников нового культа перебралась в Мексику, основав коммуну в деревне Штул на полуострове Юкатан. Позднее последователи Процесса проникли в США и создали свой штаб в Новом Орлеане. Там они вступили в контакт с Антоном Шандором Лавеем, который мог повлиять на развитие их теологии.
В течение 1960-х и ранних 1970-х годов секта расширила своё влияние, открыв представительства в нескольких городах США и даже в Европе. Процесс издавал собственный популярный журнал, в котором размещалась информация о современной культуре и музыке; на страницах этого издания публиковались интервью с такими музыкантами, как Пол Маккартни и Мик Джаггер, что привлекало интерес к секте. Однако в 1974 году Церковь процесса раскололась: порвавшая отношения с де Гримстоном Мэри-Энн Маклин основала собственную организацию под названием Церковь тысячелетия (англ. Foundation Faith of the Millennium), которая впоследствии существенно изменила свою направленность и превратилась в зоозащитную организацию Best Friends Animal Society.
Роберт де Гримстон несколько раз пытался восстановить секту под прежним названием, однако не добился какого-либо успеха. Спустя много лет после распада Церкви процесса некоторые деятели шоу-бизнеса, например, участники группы Skinny Puppy, объявляли себя её последователями, однако неизвестно, насколько серьёзно следует воспринимать эти высказывания.

## Вероучение
Последователи Церкви процесса совмещали в своём учении элементы христианства и дьяволопоклонничества. Наравне с Иисусом Христом они почитали «три лика единого божества», которые называли Иеговой, Люцифером и Сатаной. Иегова рассматривался ими как «суровый» бог, подобный Богу иудаизма, Люцифер — как божество любви и гармонии, а Сатана — как некая антагонистическая сущность. Согласно изобретённой Де Гримстоном психологической теории, каждый человек сочетал в себе свойства как минимум двух из этих сущностей. Кроме того, сторонники Процесса верили в существование различных ангелов, демонов, элементалей и иных созданий, в основном заимствуя их образы из разных направлений оккультизма.
По мнению эмерита Лондонской школы экономики Джины Сибиллы Лафонтен относить Церковь процесса к сатанистским организациям не совсем верно, поскольку поклонение Сатане было лишь одним из элементов её учения, и эта организация являлась скорее парахристианской.

## Обвинения
В годы «сатанистской истерии» Церковь процесса Последнего суда и её основатель Роберт де Гримстон часто обвинялись в поклонении дьяволу, а Винсент Буглиози в своей книге «Helter Skelter», изданной в 1974 году, предположил, что сектанты могли оказать существенное влияние на идеи Чарльза Мэнсона. В 1978 году вышла книга «Сатанинская мощь», написанная известным социологом Уильямом Бэйнбриджем, в которой он обвинил Процесс в «сатанизме» и высказал свои подозрения в причастности секты к ритуальными убийствам и оргиям. Однако никаких доказательств обвинители предъявить не смогли, а Роберт де Гримстон, который после распада своей организации жил открыто и был доступен для журналистов, опроверг предположения Бэйнбриджа. Тем не менее, обвинения де Гримстона в «промывании мозгов» последователям продолжают появляться.
Современные исследователи указывают, что обвинения последователей секты в проведении ритуальных оргий на самом деле не имеют под собой оснований. Несмотря на то, что участники Процесса жили в коммуне, как хиппи, их жизнь (в том числе и сексуальные отношения) крайне жёстко регламентировалась, а распущенность осуждалась.